# Elektrotehna
Elektrotehna ime je za slovensku tvrtku koja se bavila računarstvom tokom 1970-tih i 1980-tih godina. Ovu tvrtku kasnije slovenske republičke vlade prisilno je spojila i skupa s računarskim divizijama Iskre i Gorena svorila tvrtku Iskra Delta.

## Proizvodi
- DEC kompatibilni sistemi
  - Delta 700/80
  - Delta 340/80
  - Delta 340/40
  - Delta 340/5